# Kristen Zang
Kristen Erica Zang (Michigan, 22 giugno 1974) è una modella e attrice statunitense.

## Biografia
Kristen nacque nel Michigan, figlia di Vernon e Cathy, che divorziarono quando lei era ancora giovane, per poi risposarsi. Ha quattro fratelli. Ha frequentato la Royal Oak Kimball High School, Michigan. Si è trasferita a Los Angeles quando aveva 17 anni per iniziare la sua carriera come modella e poi ha partecipato in qualche film: ha debuttato nel film Love & Sex, regia di Valerie Breiman, nel 2000; nel 2001 ha partecipato a un episodio del telefilm di Dharma & Greg, intitolato The Dutch treat, e ha anche recitato nel film Hollywood (2006).